# 唐津市立久里小学校
唐津市立久里小学校（からつしりつ くりしょうがっこう）は、佐賀県唐津市久里にある公立の小学校。

## 概要

### 歴史
1901年（明治34年）に「久里村原尋常高等小学校」（「原」の読みは「はる」）として創立。現校名になったのは1954年（昭和29年）。2021年（令和3年）に創立120周年を迎えた。

### 校章
羽ばたく銀の羽を背景にして、校名の頭文字「久」が中央に置かれている。

### 校歌
歌詞は2番まであり、校名の「久里小」が2番の歌詞中に登場する。旧校歌の一部を変更（「作礼山」を「夕日の山」に変更）して歌い継がれている。

### 校区
住所表記で唐津市の後に「双水（そうずい）、夕日、久里、中原（なかばる）」の続く地域。中学校区は唐津市立鬼塚中学校。

## 沿革
前史
- 1887年（明治20年）3月 - 小学校令により、尋常科（4年制）を設置の上、「久里鏡両村組合立 尋常原小学校」が創立（「原」の読みは「はる」）。
- 1892年（明治25年）4月 - 「久里鏡両村組合立 原尋常小学校」に改称。
- 1901年（明治34年）3月31日 - 久里村と鏡村が学校組合を解消。
  - この時、鏡村は「鏡村 鏡尋常高等小学校」（唐津市立鏡山小学校の前身の1つ）を新設。

正史
- 1901年（明治34年）4月 - 「久里村 原尋常高等小学校」が創立。校地は現在で言う中原（なかばる）地区。
- 実施年月日不詳 - 久里地区に分教場が開設される[3]。
- 1941年（昭和16年）4月1日 - 国民学校令施行により、「久里村原国民学校」に改称。尋常科を初等科に改める。
- 1947年（昭和22年）4月1日 - 学制改革（六・三制の実施）により、国民学校初等科が改組され、「久里村立原小学校」に改称。
  - 国民学校高等科は青年学校と統合の上、新制中学校「久里村立久里中学校」に改組された。小学校に併設の形をとる。
  - 久里中学校は久里村全域を校区としていた。
- 1948年（昭和23年）10月1日 - 久里村の分村が行われ、原地区（一部）、中原地区（一部）、柏崎地区の児童が鏡村立鏡小学校へ転出。
  - 同時に久里中学校でも、上記の地区の生徒は鏡村立鏡中学校へ転出。また、大野地区と伊岐佐地区の生徒は相知町立相知中学校へ転出。
- 1949年（昭和24年）4月1日 - 「久里村立久里小学校」に改称。
- 1952年（昭和27年）
  - 3月31日 - 統合のため、久里村立久里中学校が閉校。
  - 4月1日 - 中学校統合により、鬼塚村久里村組合立鬼塚中学校区となる。
- 1954年（昭和29年）11月1日 - 鏡村が唐津市に編入され、「唐津市立久里小学校」（現校名）に改称。
- 1980年（昭和55年）- 校舎が完成。
- 2001年（平成13年）- 創立100周年を迎えた。
- 2017年（平成29年）- 校舎の大改修工事が完了。

## 交通アクセス

### 最寄りの鉄道駅
- JR九州 唐津線「山本駅」
  - 1983年（昭和58年）まで、校地のそばに国鉄 筑肥線の久里駅があった。

### 最寄りのバス停留所
- 昭和自動車「久里」バス停留所

### 最寄りの幹線道路
- 佐賀県道40号浜玉相知線
- 西九州自動車道（国道497号）唐津IC

## 周辺
- 久里公民館
- くりのみ保育園
- 唐津市久里浄水場

## 参考資料
- 「唐津市史 復刻版」（1991年（平成3年）3月1日発行, 唐津市）p.1186

## 関連事項
- 佐賀県小学校一覧